# Klasicismus

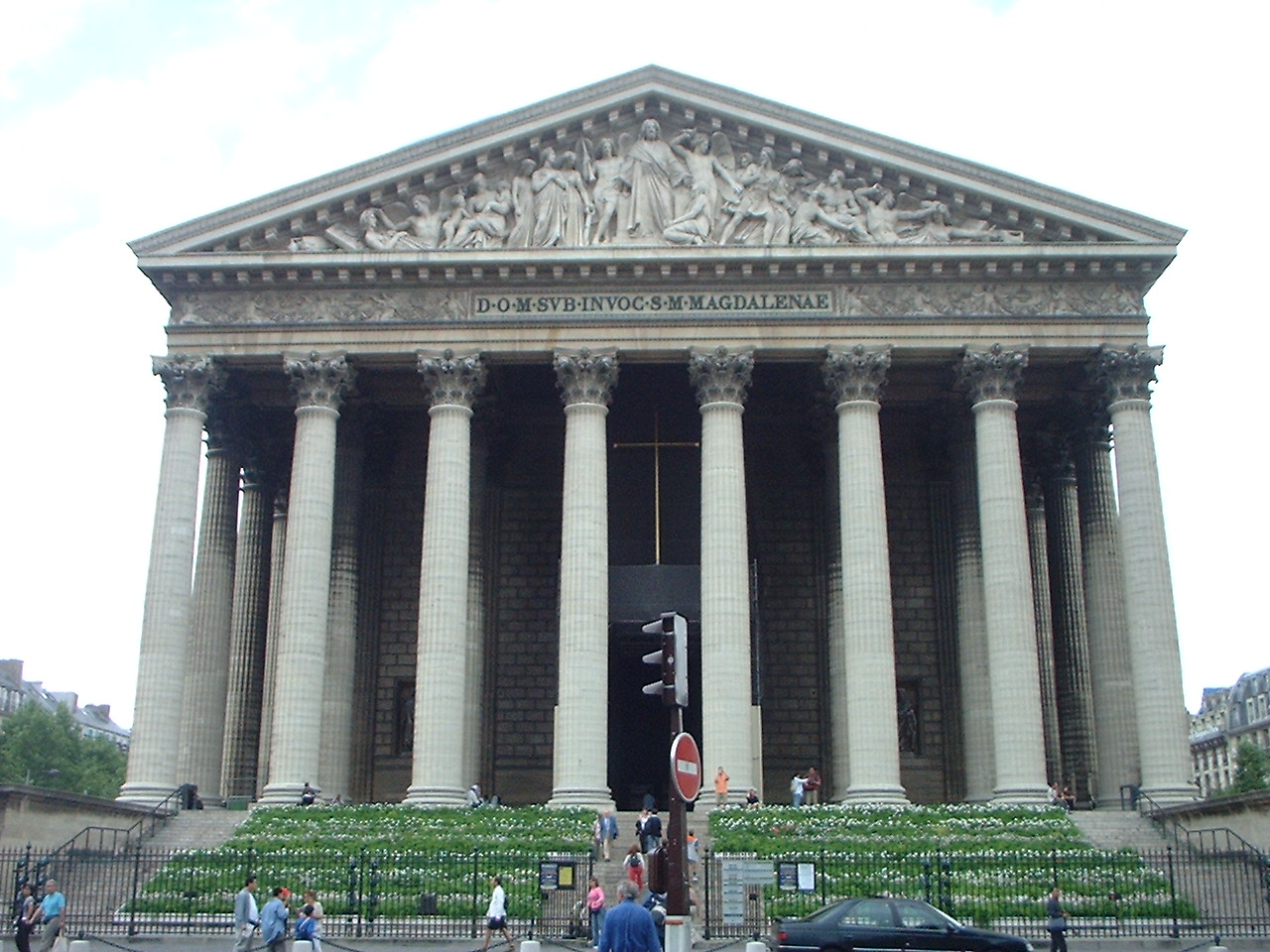
Kostel La Madeleine v Paříži

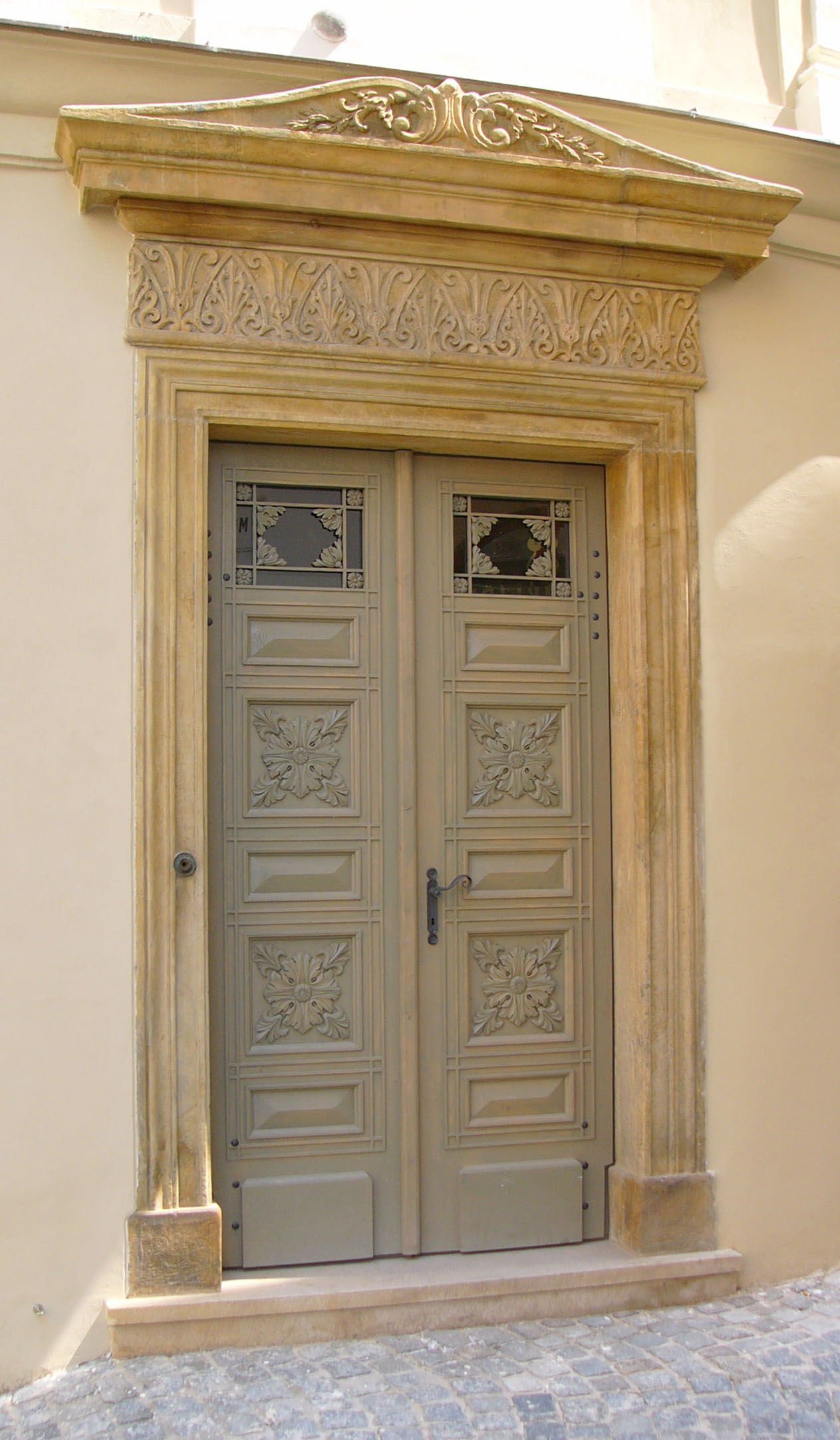
Klasicistní portál s původními klasicistními dveřmi dochovaný v Olomouci

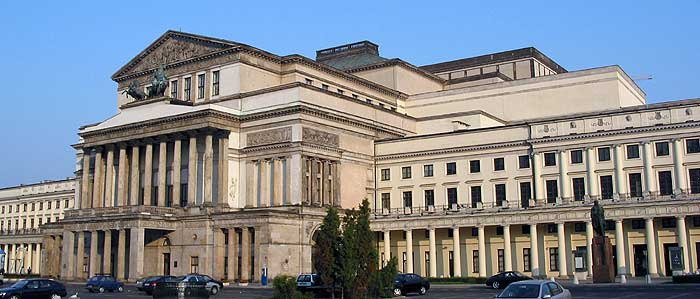
Velké divadlo ve Varšavě

Klasicismus je umělecký směr, který se inspiruje především antickými vzory a zdůrazňuje střízlivý rozum, uměřenost a jasný, pravidelný řád. Vznikal ve 2. polovině 17. století ve Francii za panování Ludvíka XIV. a odtud se v průběhu 18. století rozšířil do celé Evropy. První fáze klasicismu se někdy také nazývá barokní klasicismus, protože se zde barokní prvky mísí s prvky klasicistními. Historicky se toto období řadí ještě do kultury baroka. Následující rokoko se od klasicismu do značné míry odvrací. Nový nástup klasicismu (také louis-seize či sloh Ludvíka XVI.) přinesl osvícenský absolutismus (josefinismus), kdy se klasicismus stal slohem osvícenských panovnických dvorů, a Velká francouzská revoluce, v níž se rozšířil také k bohatým měšťanům. Pro další vlnu klasicismu, již přinesl Napoleon Bonaparte a napoleonské války, se užívá označení empír (z franc. empire, císařství).
Ve druhé polovině 19. století se klasicistní architektura stala slohem běžné městské výstavby a ve 20. století se několikrát vrátila jako výraz pevnosti a síly i jako sloh diktátorských a totalitních režimů. Pro toto období od poloviny 19. století se v českých zemích obvykle používá název neoklasicismus, který ovšem v anglické a francouzské literatuře často znamená totéž co klasicismus.

## Původ slova
Název klasicismus vznikl ve Francii v 17. století a odvozuje se od lat. classicus, patřící k nejvyšší římské třídě (lat. classis), tedy doslova „prvotřídní“. Odtud pochází i označení klasický, klasika pro uznávané vzory a vrcholy v různých oblastech lidské činnosti. V současném použití v dějinách umění znamená klasicismus příklon ke starověkým řeckým a římským formám jako k uznávaným vzorům.

## Charakteristika
Klasicismus představuje reakci na citově působivé baroko s velkými tématy lidské naděje a touhy, ale také utrpení a smrti, i na hravé a ozdobné rokoko, a zdůrazňuje proti nim střízlivý rozum, racionalitu, uměřenost a strohý až přísný, ale srozumitelný řád. Byl tedy přirozeným protějškem centralizované až absolutistické vlády s jejími nároky na dodržování veřejného řádu, jemuž se lidé i jejich city musí podřídit. Podobně jako renesance hledal klasicismus inspiraci zejména v římském starověku, odkud spisovatelé, malíři a sochaři čerpali i svá témata, kdežto architekti přebírali mnoho prvků klasické architektury. Na rozdíl od renesance se však klasicismus příliš nevěnuje touhám a nadějím jednotlivce a spíš zdůrazňuje, že jedinec se musí podrobit veřejnému řádu společnosti. Klasicismus svazuje uměleckou tvorbu poměrně přísnými pravidly – tak jako řecká architektura – protože je přesvědčen, že právě v této strohé uměřenosti je trvalá, nadčasová krása.

## Filozofie
Filozofickým protějškem klasicismu jsou jednak teorie absolutistické vlády, protože jen silná vláda může lidem zajistit mír a bezpečí (Thomas Hobbes), jednak racionalismus s jeho důrazem na „jasnost a zřetelnost“ (René Descartes) a zejména osvícenství. Největším myslitelem období klasicismu byl Immanuel Kant. Mír, bezpečí a prosperita vyžadují pevný veřejný řád a silného panovníka, který jej dokáže prosadit. Proto se diktátorské režimy 20. století opakovaně vracely k různým vyprázdněným formám klasicismu, například v architektuře italského fašismu, nacismu i v socialistickém realismu 50. let 20. století.

## Architektura
Nejnápadněji se klasicismus projevoval v architektuře, kde navázal na renesanční architekturu Andrea Palladia. Velký vliv měly „Dějiny starověkého umění“ od J. J. Winckelmanna z roku 1764, který starověké umění roztřídil a teoreticky popsal. Stavby klasicismu jsou pravidelné, mají přímé a čisté linie, často mohutná sloupořadí a trojúhelníkové štíty a poměrně střídmou výzdobu, takže působí strohou vznešeností a mohutností. Staví se především paláce (např. Versailles, Louvre) a veřejné budovy (Stavovské divadlo v Praze), celé čtvrti a plánovitá města (Terezín, Petrohrad), ale v celém Rakousku i množství josefínských kostelů (např. kostel sv. Kříže v Praze Na příkopě), kasárny a první továrny i činžovní domy. Od druhé poloviny 19. století se ve schematickém neoklasicistním slohu staví celé obytné čtvrti velkých měst (velká část Paříže, Vídně, Budapešti, v Praze Smíchov, Vinohrady, Karlín, Žižkov, centrum Brna a většiny českých měst), množství škol, radnic, soudních a jiných veřejných budov (Národní divadlo v Praze).
Jiným typickým příkladem klasicistní architektury jsou francouzské parky a zahrady s přísně geometrickým plánem, symetrickým systémem cest, altánů a alejí, kde jsou keře a stromy sestříhány do geometrických tvarů. Příklady v Česku jsou Květná zahrada v Kroměříži, Lednice, zámek Dobříš, zámek Veltrusy nebo Krásný dvůr.

## Malířství
V první fázi si umělci často volí témata z klasického starověku (N. Poussin, Cl. Lorrain), od Francouzské revoluce i vážná a hrdinská témata ze současnosti (J.-L. David, D. Ingres). V Čechách v tomto období tvořil např. Antonín Machek..

## Sochařství
Pro sochařství je typická obliba bílého mramoru, z něhož se dělají dokonale propracované busty a pomníky. Za hlavní představitele klasicismu jsou považováni italský sochař Antonio Canova a Dán Bertel Thorvaldsen, ve Francii např. Jean-Antoine Houdon a Étienne Maurice Falconet, v Německu Christian Daniel Rauch.
V Čechách jsou zástupci druhého klasicismu a empíru Josef Malínský a František Xaver Lederer a bratři Josef a Emanuel Maxovi.

### Autoři
- Molière (Jean-Baptiste Poquelin)
- Pierre Corneille
- Jean Racine
- Jean de La Fontaine
- Carlo Goldoni

## Hudba
Klasicismus v hudbě se obvykle spojuje s trojicí skladatelů, kteří působili ve Vídni: Joseph Haydn, Wolfgang Amadeus Mozart a Ludwig van Beethoven. Dílo těchto skladatelů ustavilo vzor „klasické“ hudby, vyvážené a melodické, a její klasické formy (sonáta, koncert, symfonie). Skladby mají obvykle tři až čtyři věty s pravidelným střídáním tempa, orchestr má stálé složení se smyčcovými a často i dechovými nástroji a v komorní hudbě převládá trio a kvarteto.

### Hudební formy klasicismu
- opera – vznikla již v 16. století a rozvinula se v baroku
- symfonie
- sonáta
- melodram – hudba a mluvené slovo v rovnocenné funkci
- komorní hudba

### Hlavní představitelé
- Joseph Haydn
- Antonio Salieri
- Wolfgang Amadeus Mozart
- Ludwig van Beethoven
- Jan Křtitel Vaňhal
- František Xaver Dušek
- Josef Mysliveček

Na prosazení klasicismu v hudbě měli rovněž (v různé míře) velký podíl synové největšího skladatele baroka Johana Sebastiana Bacha.

## Galerie

### Barokní klasicismus

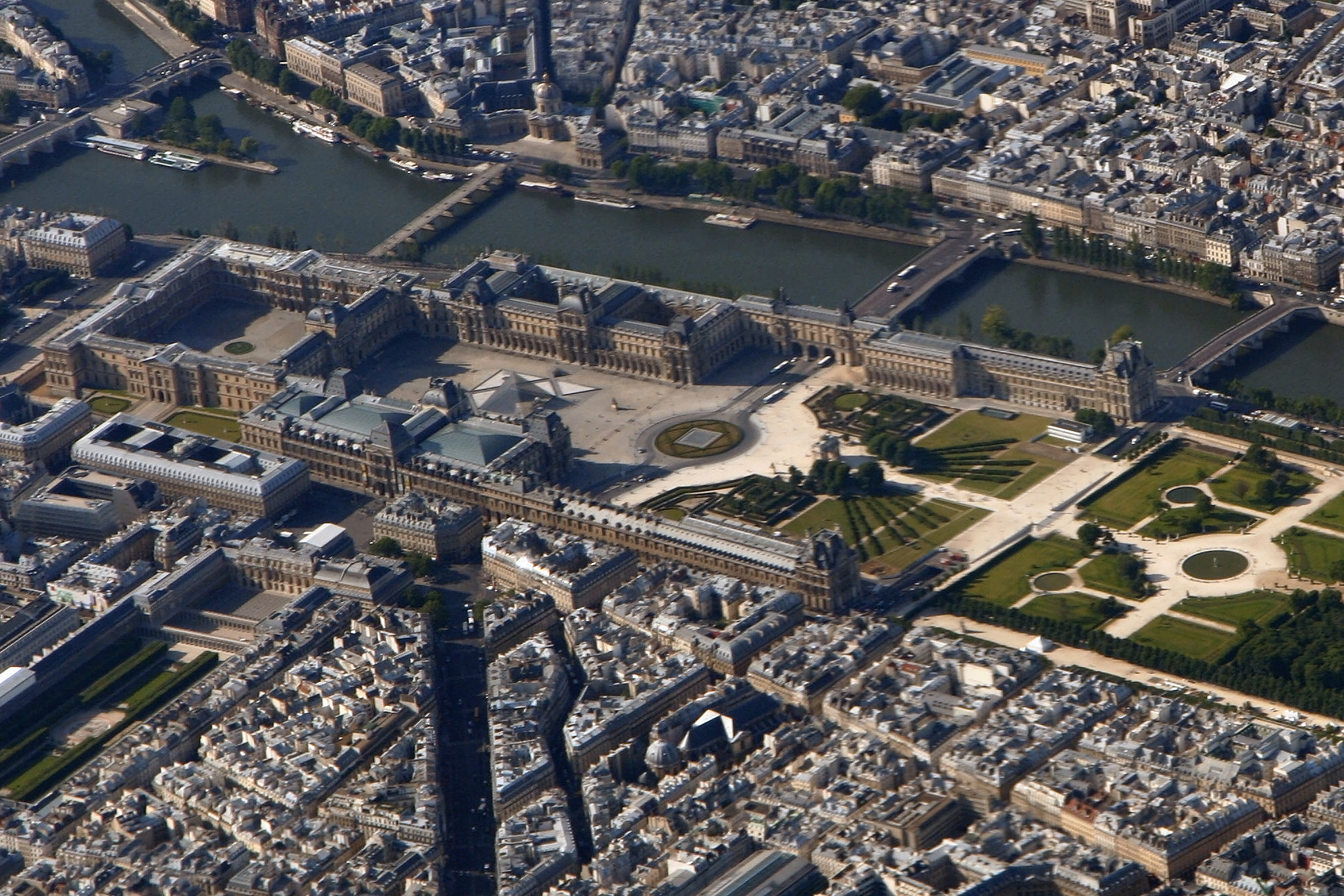
Louvre (Paříž)
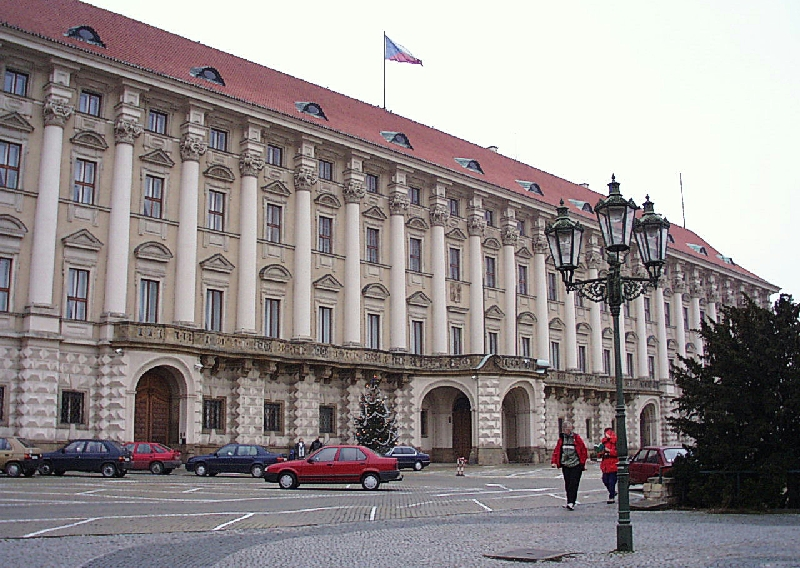
Černínský palác
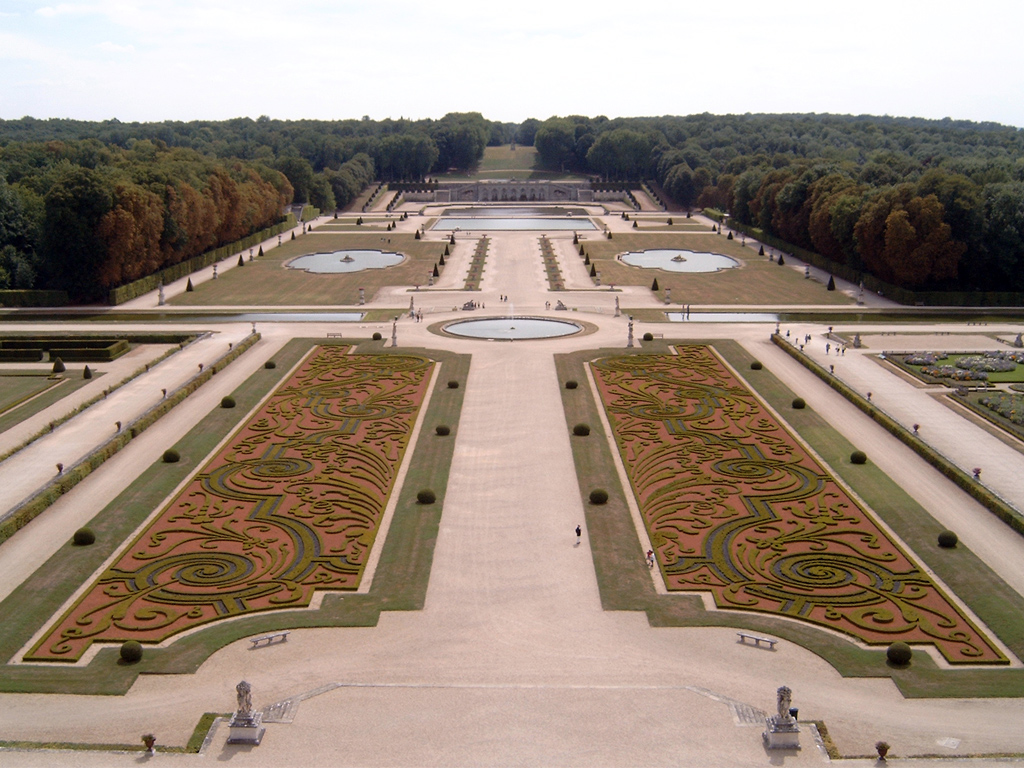
Park ve Vaux-le-Vicomte (Francie)
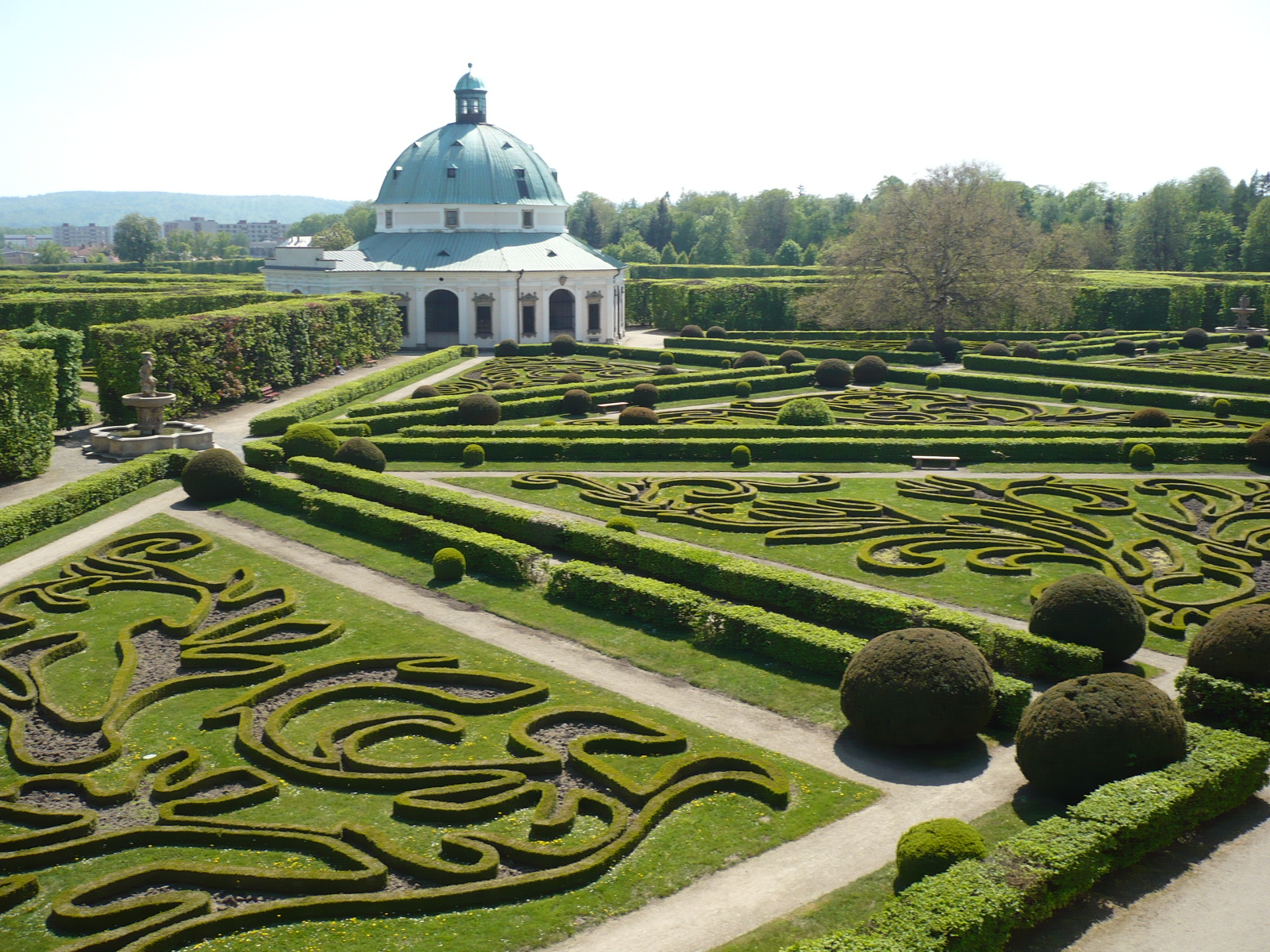
Květná zahrada (Kroměříž)

### Osvícenský klasicismus, empír

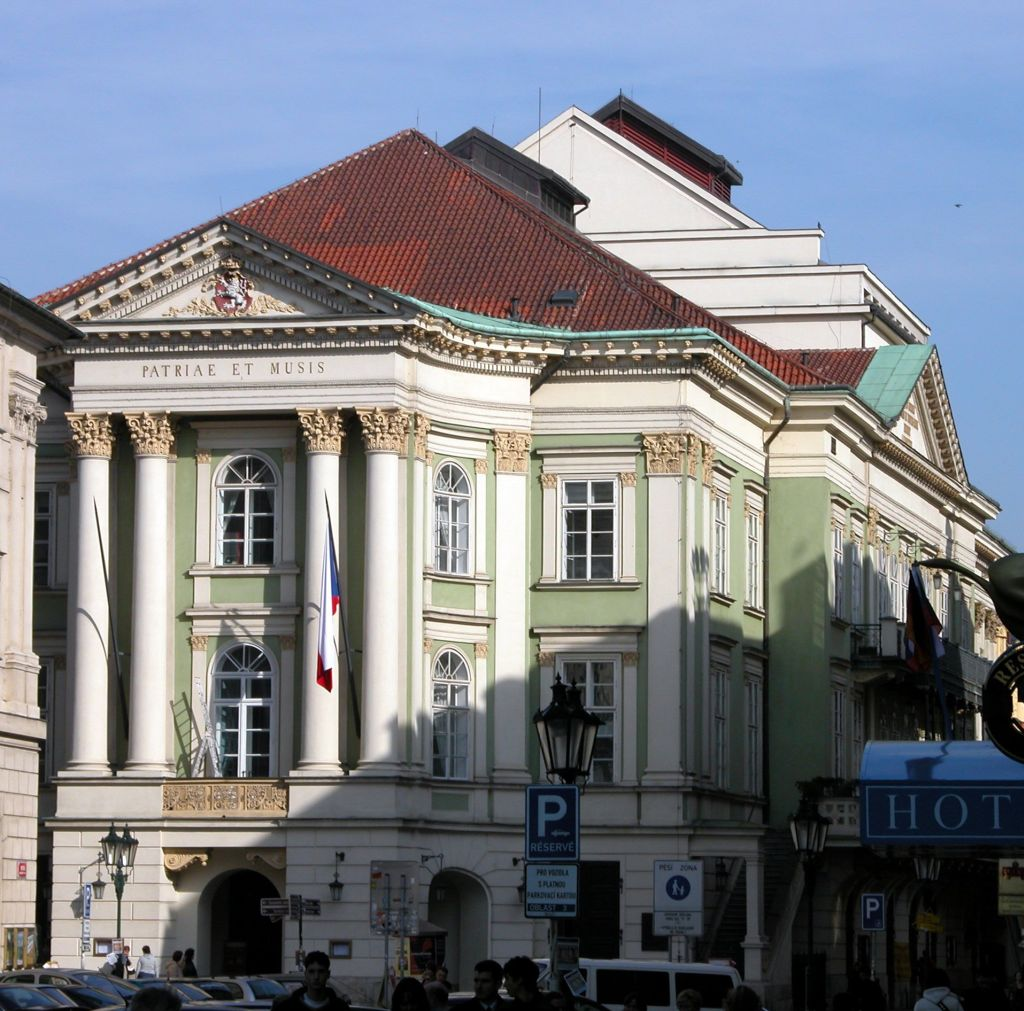
Stavovské divadlo v Praze
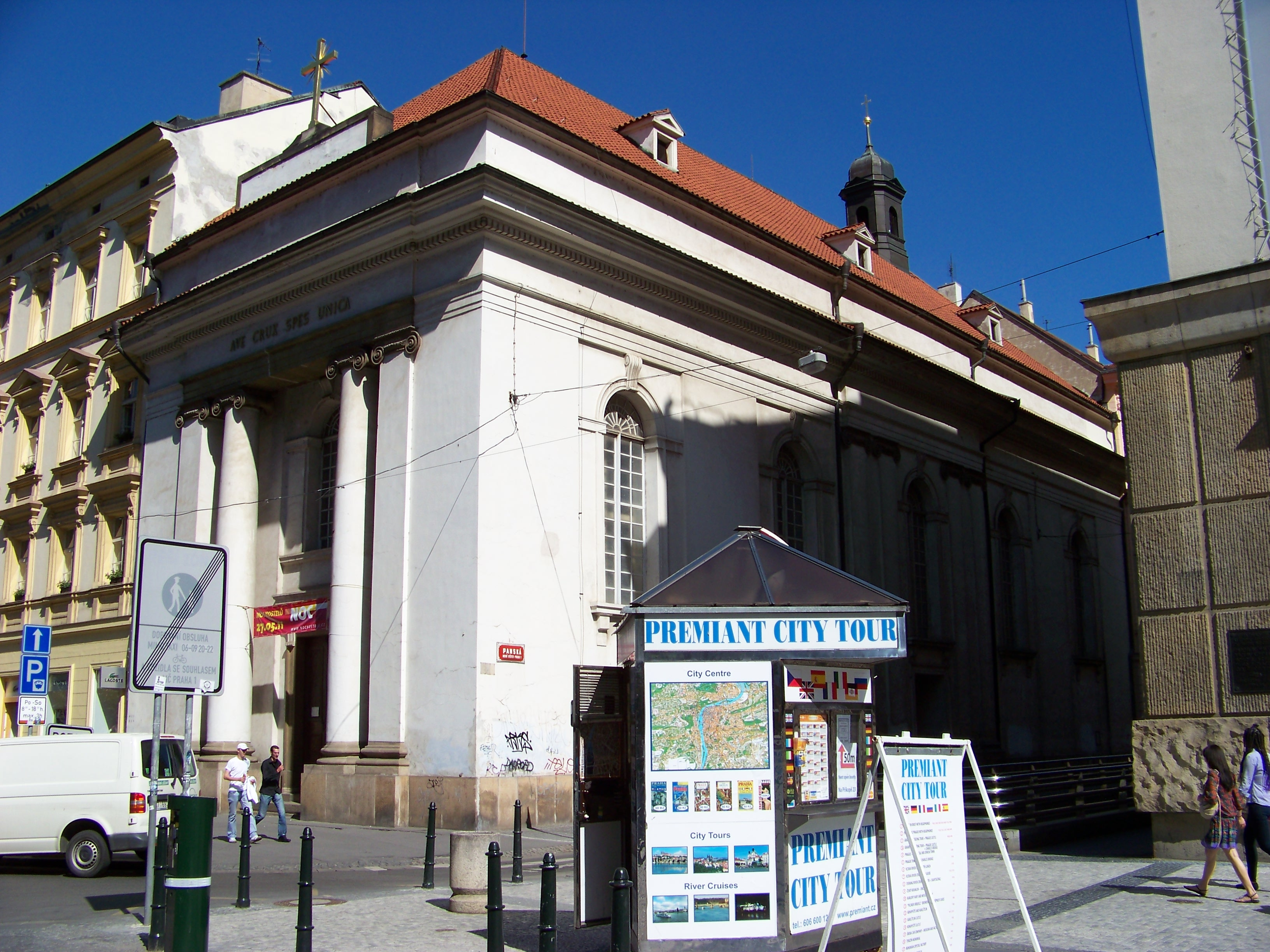
Kostel sv. Kříže v Praze Na Příkopě
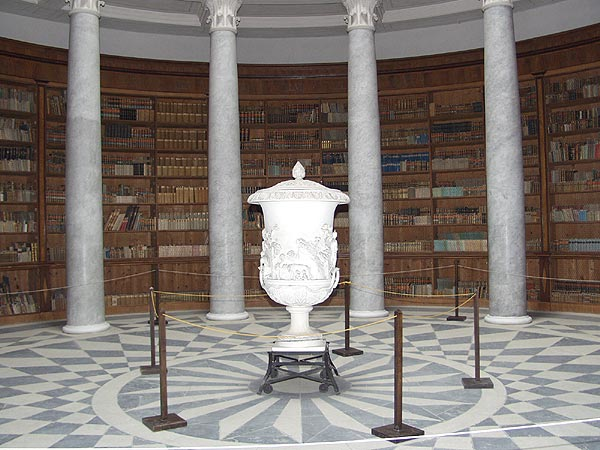
Knihovna na zámku Kačina
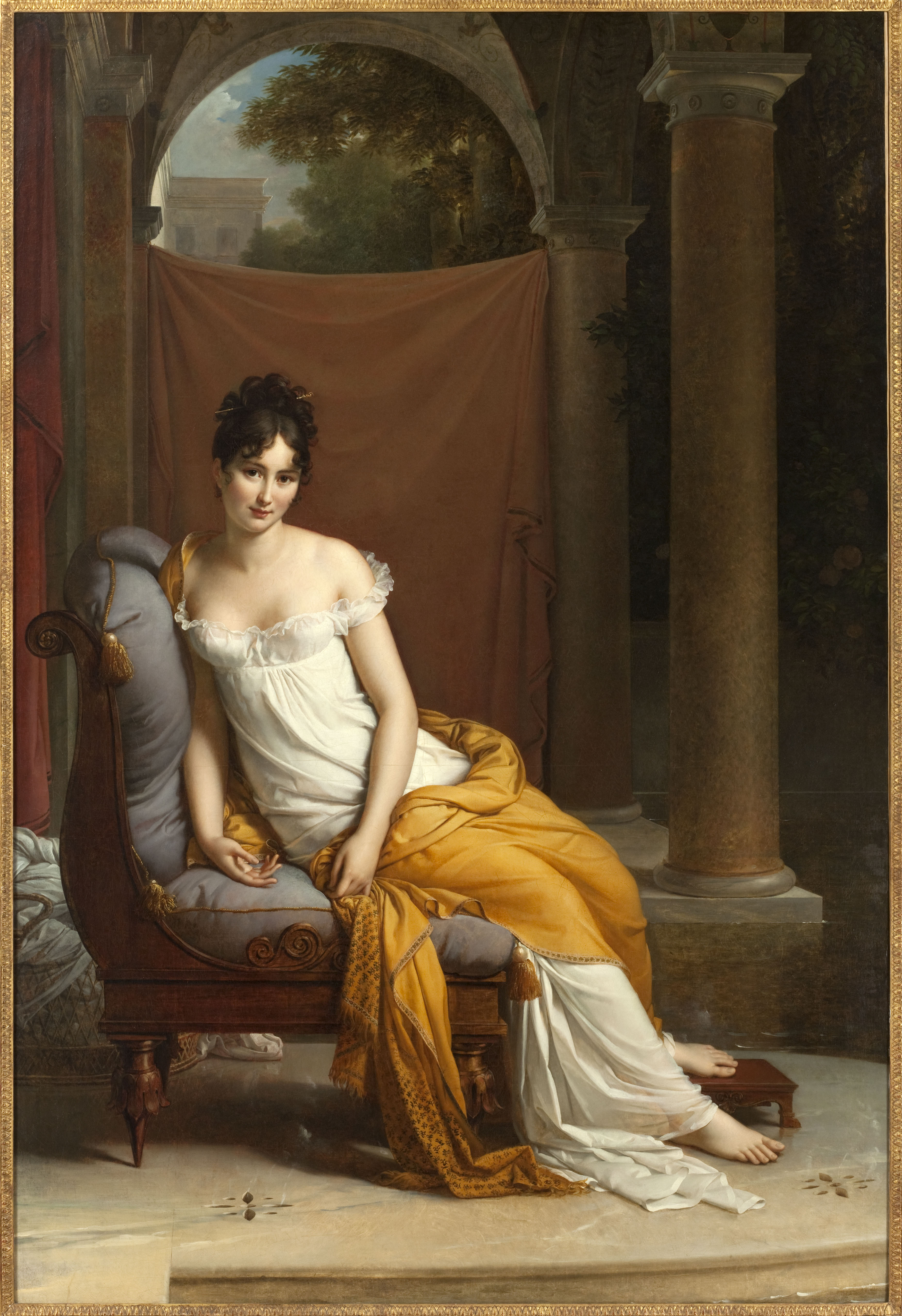
F. Gérard: Mme Récamier (1802)

### Neoklasicismus

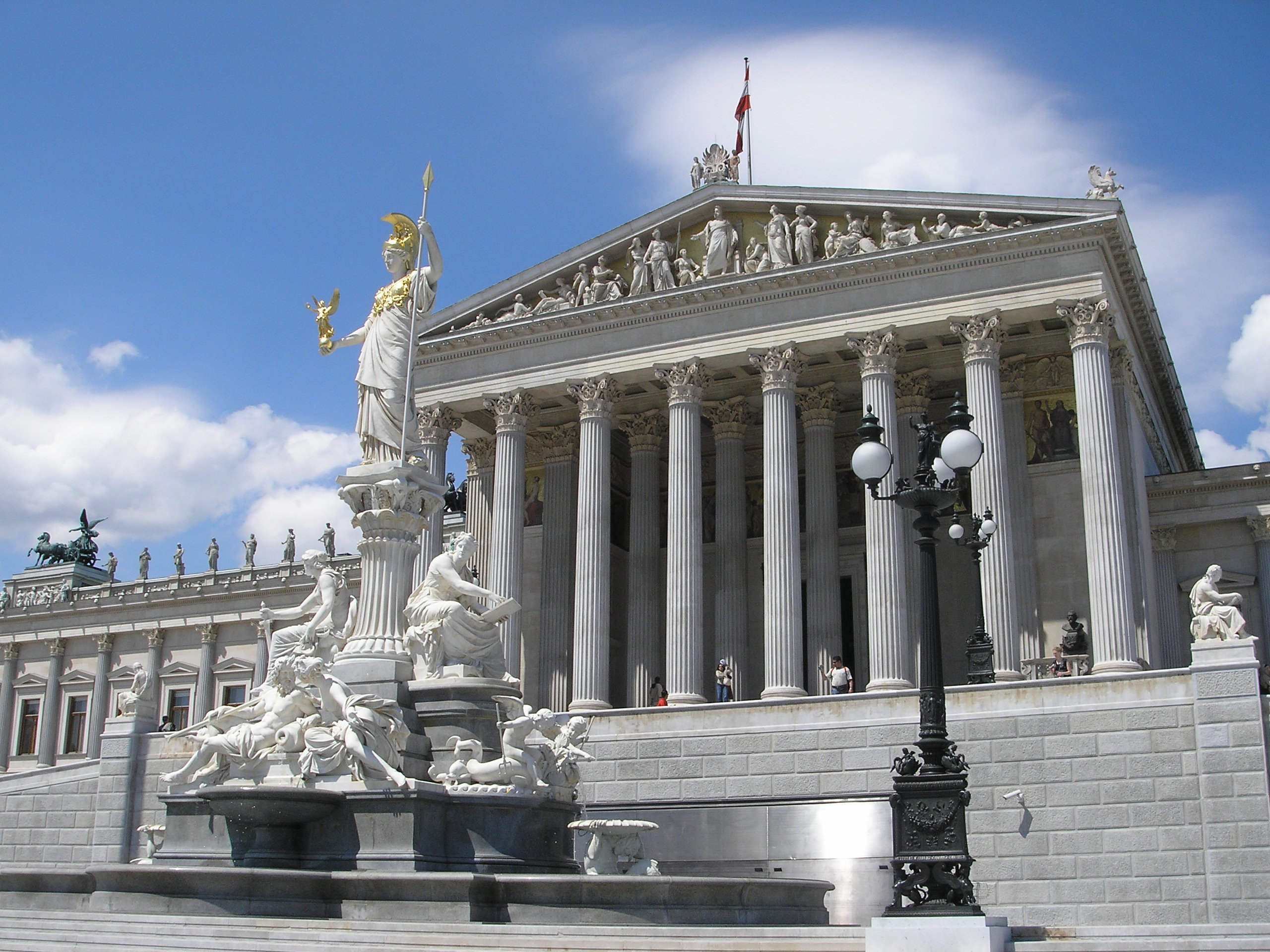
Parlament ve Vídni
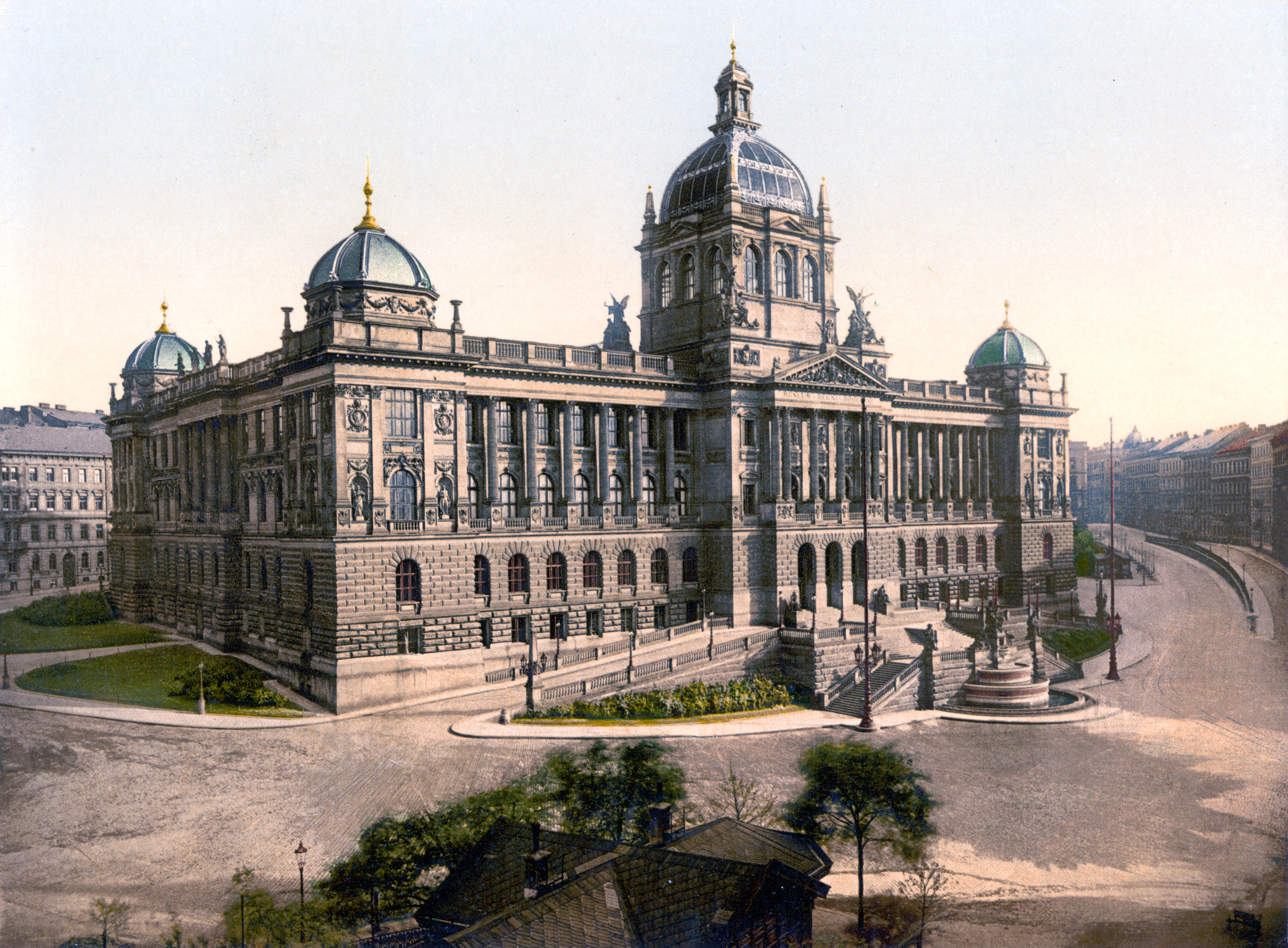
Národní muzeum v Praze
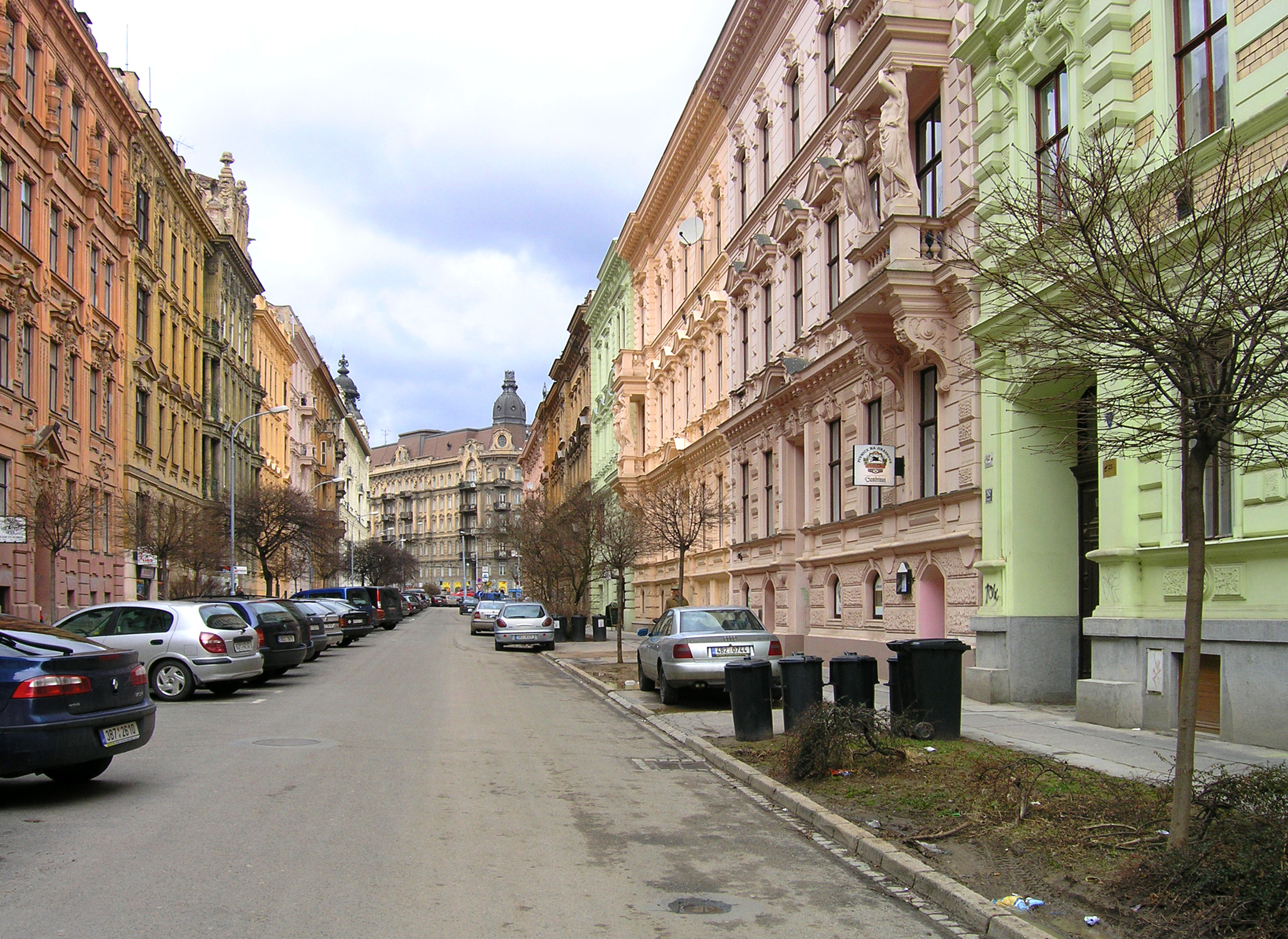
Měšťanské domy v Brně
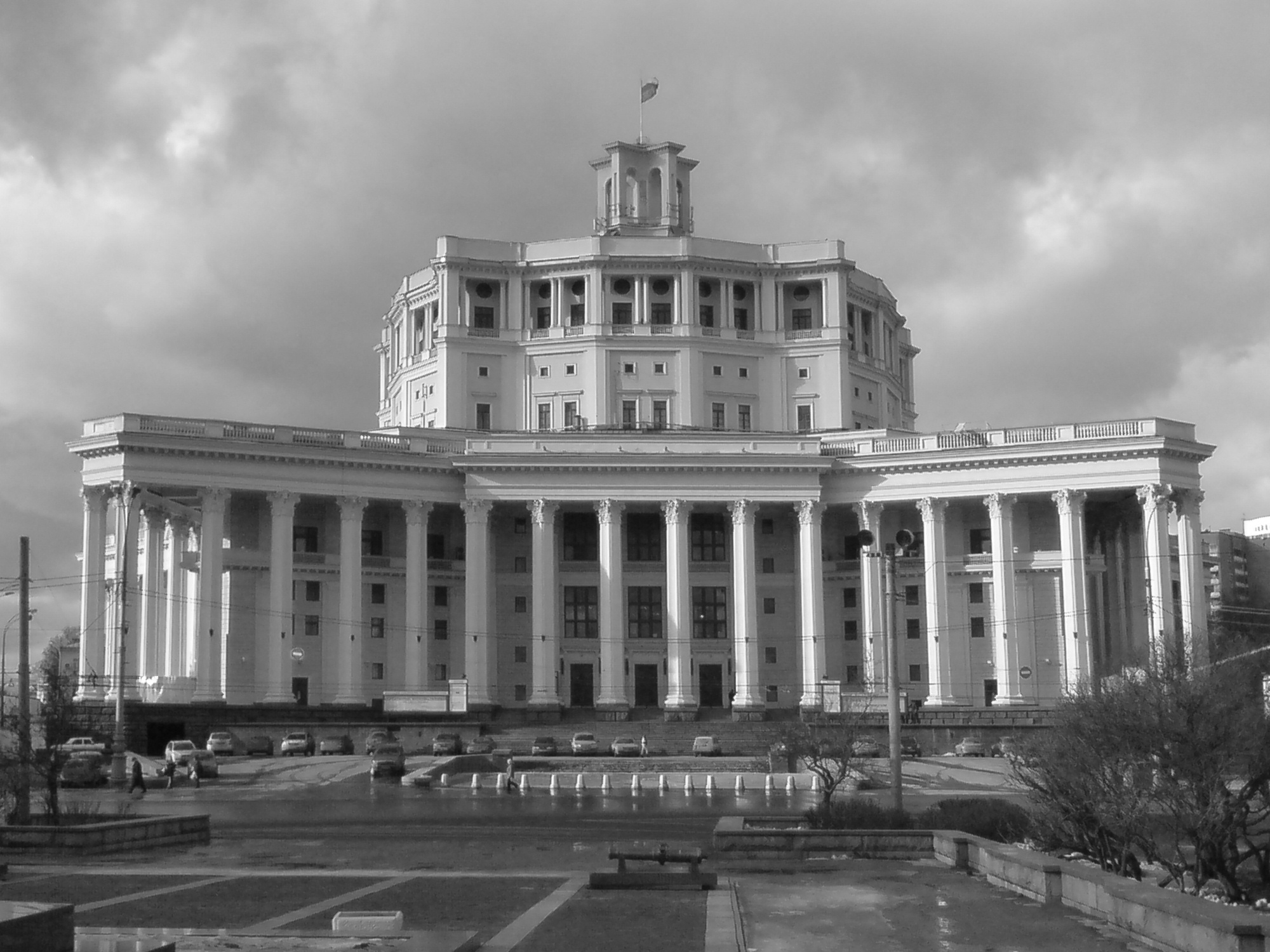
Divadlo Rudé armády v Moskvě